# Wirus świnki

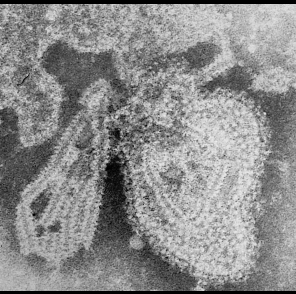
Wirus świnki – uwolniona część kapsydu z otoczki

Wirus świnki – (łac. Mumps rubulavirus) wirus RNA z rodziny paramyksowirusów wywołujący u człowieka nagminne zapalenie przyusznic (świnkę). Występuje jako pojedynczy serotyp i nie ma rezerwuaru zwierzęcego. Zawiera jednoniciowy łańcuch RNA o ujemnej polarności.
Po raz pierwszy wirus został opisany w 1945 roku przez Johna Franklina Endersa. W 1954 roku za pomocą mikroskopii elektronowej określono jego morfologię.
Wielkość wirusa wynosi od 120 do 200 nm. Posiada on otoczkę grubości około 10 nm, która osłania nić RNA występującą w postaci helikalnego kapsydu.  Łańcuch RNA ma długość 15384 nt i koduje 7 genów: nukleokapsydowy (N), błonowy (M), fosforowy (P), fuzyjny (F), mały hydrofobowy (SH), hemaglutyninowo-neuraminidazowy (HN) i białkowy (L). Gen mały hydrofobowy (SH) jest najbardziej zmienny. Charakter epidemiologiczny wirusa świnki związany jest z obecnością 10 (lub więcej) genotypów nazwanych literami od A do J, które różnią się sekwencją w genie SH. Pewne genotypy wirusa świnki takie jak C, D, H, J oraz typ Urabe Am 9 – znajdujący się w szczepionce – są prawdopodobnie odpowiedzialne za objawy zwiększonej zjadliwości wobec układu nerwowego.
Nić RNA związana jest z RNA-zależną polimerazą RNA, co pozwala po zainfekowaniu komórki gospodarza zsyntetyzować brakującą drugą nić RNA (o dodatniej polarności).
Otoczka składa się z trzech warstw:
- warstwy zewnętrznej zbudowanej z glikoproteiny oraz heterodimeru hemaglutyniny z neuraminidazą, dzięki którym dochodzi do wiązania się z komórkami gospodarza
- warstwy środkowej utworzonej z błony komórkowej gospodarza
- warstwy wewnętrznej, na którą składają się nieglikozylowane strukturalne białka wirusa

Ze względu na swoją lipidową otoczkę wirus jest wrażliwy na działanie mydeł, eteru, wysychanie i działanie temperatury oraz promieniowania ultrafioletowego.

## Chorobotwórczość
Świnką zarazić można drogą kropelkową. Wirus najczęściej atakuje błonę śluzową dróg oddechowych i jamy ustnej oraz ślinianki. Objawy widoczne są w trzecim tygodniu od zarażenia. Początkowe objawy przypominają grypę, później pojawia się powiększenie ślinianek przyusznych. Jeśli nie ma powikłań po 1-2 tygodniu chory wraca do zdrowia. Od 1949 dostępna jest szczepionka.   